# Stamsried
Stamsried település Németországban, azon belül Bajorországban. Lakosainak száma 2273 fő (2023. december 31.).

## Népesség
A település népessége az elmúlt években az alábbi módon változott:
| Lakosok száma | 899  | 1335 | 1804 | 1908 | 2138 | 2159 | 2219 | 2250 | 2190 | 2273 |
|               | 1875 | 1950 | 1975 | 1987 | 2012 | 2014 | 2016 | 2017 | 2021 | 2023 |